# Liste der Kulturdenkmäler in Seligenstadt
Die folgende Liste enthält die in der Denkmaltopographie ausgewiesenen Kulturdenkmäler auf dem Gebiet  der  Stadt Seligenstadt, Landkreis Offenbach, Hessen.
Hinweis: Die Reihenfolge der Denkmäler in dieser Liste orientiert sich zunächst an Stadtteilen und anschließend der Anschrift, alternativ ist sie auch nach der Bezeichnung, der vom Landesamt für Denkmalpflege vergebenen Nummer oder der Bauzeit sortierbar.
Kulturdenkmäler werden fortlaufend im Denkmalverzeichnis des Landes Hessen durch das Landesamt für Denkmalpflege Hessen auf Basis des Hessischen Denkmalschutzgesetzes (HDSchG) geführt. Die Schutzwürdigkeit eines Kulturdenkmals hängt nicht von der Eintragung in das Denkmalverzeichnis des Landes Hessen oder der Veröffentlichung in der Denkmaltopographie ab.

Das Vorhandensein oder Fehlen eines Objekts in dieser Liste ist keine rechtsverbindliche Auskunft darüber, ob es Kulturdenkmal ist oder nicht: Diese Liste entspricht möglicherweise nicht dem aktuellen Stand der offiziellen Denkmaltopographie. Diese ist für Hessen in den entsprechenden Bänden der Denkmaltopographie Bundesrepublik Deutschland und im Internet unter DenkXweb – Kulturdenkmäler in Hessen einsehbar. Auch diese Quellen sind, obwohl sie durch das Landesamt für Denkmalpflege Hessen aktualisiert werden, nicht immer aktuell, da es im Denkmalbestand immer wieder Änderungen gibt.
Eine verbindliche Auskunft erteilt allein das Landesamt für Denkmalpflege Hessen.
Nutze diese Kartenansicht, um Koordinaten in der Liste zu setzen. In dieser Kartenansicht sind Kulturdenkmale ohne Koordinaten mit einem roten bzw. orangen Marker dargestellt und können in der Karte gesetzt werden. Kulturdenkmale ohne Bild sind mit einem blauen bzw. roten Marker gekennzeichnet, Kulturdenkmale mit Bild mit einem grünen bzw. orangen Marker.

## Gesamtanlagen

### Altstadt Seligenstadt
| Bild                                     | Bezeichnung                              | Lage              | Beschreibung | Bauzeit | Objekt-Nr. |
| ---------------------------------------- | ---------------------------------------- | ----------------- | --- | ------- | ---------- |
| Gesamtanlage Altstadt mit Freiheitsplatz | Gesamtanlage Altstadt mit Freiheitsplatz | Seligenstadt Lage | Die Gesamtanlage umfasst die Altstadt innerhalb der gotischen Stadtbefestigung einschließlich des Abteibereichs. Der Stadtkern ist durch eine geschlossene Fachwerkbebauung mit meist traufständigen Häusern charakterisiert. Der Straßengrundriss ist mittelalterlich unregelmäßig gestaltet. Der Marktplatz und der Freihofplatz sind die beiden traditionellen Plätze. Herausragende Bauten sind: die Abteikirche, die Ruine der Kaiserpfalz, das Romanische Haus, der Steinheimer Torturm, das Fachwerkhaus von 1426 in der Aschaffenburger Straße und das Fachwerkhaus Große Rathausgasse 8 ebenfalls aus dem 15. Jh. Die historischen Gebäude sind durch großzügige Ladeneinbauten, besonders im Zentrumsbereich, in der Substanz oft stark geschwächt. |         | 42227 DDB  |

## Einzelkulturdenkmäler nach Ortsteilen

### Froschhausen
| Bild           | Bezeichnung                           | Lage                                                                         | Beschreibung | Bauzeit                   | Objekt-Nr. |
| -------------- | ------------------------------------- | ---------------------------------------------------------------------------- | --- | ------------------------- | ---------- |
| Wohnhaus       | Wohnhaus                              | Froschhausen, Borngasse 3 LageFlur: 1, Flurstück: 386                        | Einfaches Fachwerk des 18. Jahrhunderts | 18. Jahrhundert           | 42424 DDB  |
| Friedhofskreuz | Friedhofskreuz                        | Froschhausen, Friedhofstraße – Friedhof LageFlur: 5, Flurstück: 579          | Kreuz erneuert in Kunststein, Sandsteinsockel mit Inschrift des 19. Jahrhunderts                                                                       | 19. Jahrhundert (Sockel)  | 42425 DDB  |
| weitere Bilder | Katholische Pfarrkirche St. Margareta | Froschhausen, Offenbacher Landstraße 4 LageFlur: 1, Flurstück: 84/1          | Neugotische Basilika aus Sandstein-Sichtmauerwerk, erbaut 1870/71, Teile der Skulpturenausstattung um 1500 und 18. Jahrhundert aus der Vorgängerkirche | 1870/71                   | 42426 DDB  |
| Wohnhaus       | Wohnhaus                              | Froschhausen, Seligenstädter Straße 18 LageFlur: 1, Flurstück: 42/2          | Giebelständiges Fachwerkhaus aus der zweiten Hälfte des 18. Jahrhunderts                                                                               | 2. Hälfte 18. Jahrhundert | 42427 DDB  |
| weitere Bilder | Doppelwohnhaus                        | Froschhausen, Seligenstädter Straße 24/26 LageFlur: 1, Flurstück: 13/1, 14/1 | Giebelständiges Fachwerkhaus aus dem späten 18. Jahrhundert                                                                                            | Ende 18. Jahrhundert      | 42428 DDB  |
| Wohnhaus       | Wohnhaus                              | Froschhausen, Seligenstädter Straße 27 LageFlur: 1, Flurstück: 131/6         | Giebelständiges Fachwerkhaus aus der zweiten Hälfte des 18. Jahrhunderts, Anbau neu                                                                    | 2. Hälfte 18. Jahrhundert | 42429 DDB  |
| Doppelwohnhaus | Doppelwohnhaus                        | Froschhausen, Seligenstädter Straße 30/32 LageFlur: 1, Flurstück: 8/2        | Giebelständiges Haus aus dem späten 18. Jahrhundert, vorderer Teil massiv verändert                                                                    | Ende 18. Jahrhundert      | 42430 DDB  |
| weitere Bilder | Wohnhaus                              | Froschhausen, Seligenstädter Straße 34 LageFlur: 1, Flurstück: 7/7           | Giebelständiges Fachwerkhaus, um 1700, mit reichen Brüstungszierformen                                                                                 | Um 1700                   | 42431 DDB  |
| weitere Bilder | Rathaus                               | Froschhausen, Seligenstädter Straße 40 LageFlur: 1, Flurstück: 320/1         | Fachwerkaufbau über massivem Erdgeschoss mit zweiläufiger Freitreppe, 1938                                                                             | 1938                      | 42432 DDB  |
| Wohnhaus       | Wohnhaus                              | Froschhausen, Seligenstädter Straße 43 LageFlur: 1, Flurstück: 301/3         | Giebelständiges Fachwerkhaus aus dem 18. Jahrhundert, in den Straßenraum vorgerückt, mit sehr niedrigem Erdgeschoss                                    | 18. Jahrhundert           | 42433 DDB  |
| Wohnhaus       | Wohnhaus                              | Froschhausen, Seligenstädter Straße 57 LageFlur: 1, Flurstück: 287/3         | Giebelständiges Fachwerkhaus mit Krüppelwalm aus der zweiten Hälfte des 18. Jahrhunderts                                                               | 2. Hälfte 18. Jahrhundert | 42434 DDB  |

### Klein-Welzheim
| Bild                                                | Bezeichnung                                         | Lage | Beschreibung | Bauzeit                      | Objekt-Nr. |
| --------------------------------------------------- | --------------------------------------------------- | --- | --- | ---------------------------- | ---------- |
| weitere Bilder                                      | Kapelle                                             | Klein-Welzheim, Flurstraße 22 LageFlur: 2, Flurstück: 224/2                                                                                                  | Kleine offene Kapelle des 19. Jahrhunderts aus zweifarbigem Ziegelmauerwerk, von Johann Alois Seebacher erbaut. Im Inneren steht ein Altar mit Pietà, die verputzte Rückseite weist eine Nische auf, in der ein Kreuz als Denkmal für die Toten der Heimatvertriebenen steht. | um 1888                      | 42440 DDB  |
| Mariensäule                                         | Mariensäule                                         | Klein-Welzheim, Hauptstraße LageFlur: 1, Flurstück: 449/3 | Barocke Madonnenfigur auf hoher Säule, Darstellung als Himmelskönigin mit Zepter auf der Erdkugel stehend, im Sockel bezeichnet „1731“ | 1731                         | 42437 DDB  |
| Bildstock                                           | Bildstock                                           | Klein-Welzheim, Hauptstraße (K 185) LageFlur: 8, Flurstück: 120                                                                                              | Kleiner Bildstock aus Sandstein, Relief der Pietà, Inschrift IM JAHR 1787 HAT ANDREAS GILLES UND ELISABETHA SEINE EHEFRAU DISEN BILDSTOCk ERRICHTET, 1987 komplett erneuert                                                                                                   | 1787, 1925 und 1987 erneuert | 42442 DDB  |
| Wohnhaus                                            | Wohnhaus                                            | Klein-Welzheim, Hauptstraße 22 LageFlur: 1, Flurstück: 36 | Giebelständiges Fachwerkhaus, 2. Hälfte 18. Jahrhundert | 2. Hälfte 18. Jahrhundert    | 42439 DDB  |
| Katholische Pfarrkirche, Marienstatue               | Katholische Pfarrkirche, Marienstatue               | Klein-Welzheim, Hauptstraße 34 LageFlur: 1, Flurstück: 24/1                                                                                                  | Barocke Figur der Maria Immaculata, Sandstein, Werk des Mannheimer Bildhauers Johann Georg Heinrich Rieger | 1734                         | 42436 DDB  |
| Katholische Pfarrkirche, Votivbild eines Bildstocks | Katholische Pfarrkirche, Votivbild eines Bildstocks | Klein-Welzheim, Hauptstraße 34 LageFlur: 1, Flurstück: 24/1                                                                                                  | In die äußere Kirchenwand eingelassener barocker Bildstockkopf, Darstellung der Pietà, stark verwitterter Sandstein |                              | 42438 DDB  |
| Heiligenhäuschen                                    | Heiligenhäuschen                                    | Klein-Welzheim, Im kleinen Feld LageFlur: 2, Flurstück: 1162/2                                                                                               | Gemauertes Gehäuse aus Backstein, in der Nische eine Madonnenfigur, Inschrift: Gewidmet Karl Josef Kronenberger 1903 8. August | 1903                         | 715994 DDB |
| weitere Bilder                                      | Wasserburg                                          | Klein-Welzheim, Wasserburg 1–3, Bei der Wasserburg, Schleifbach LageFlur: 8, Flurstück: 307/1–3, 309, 311/, 311/3, 321, 322, 325, 326/2, 327/1–4, 328/1, 329 | Gartenhaus der Seligenstädter Abtei anstelle der im Dreißigjährigen Krieg zerstörten Wasserburg | 1705                         | 42443 DDB  |